# Pastevec

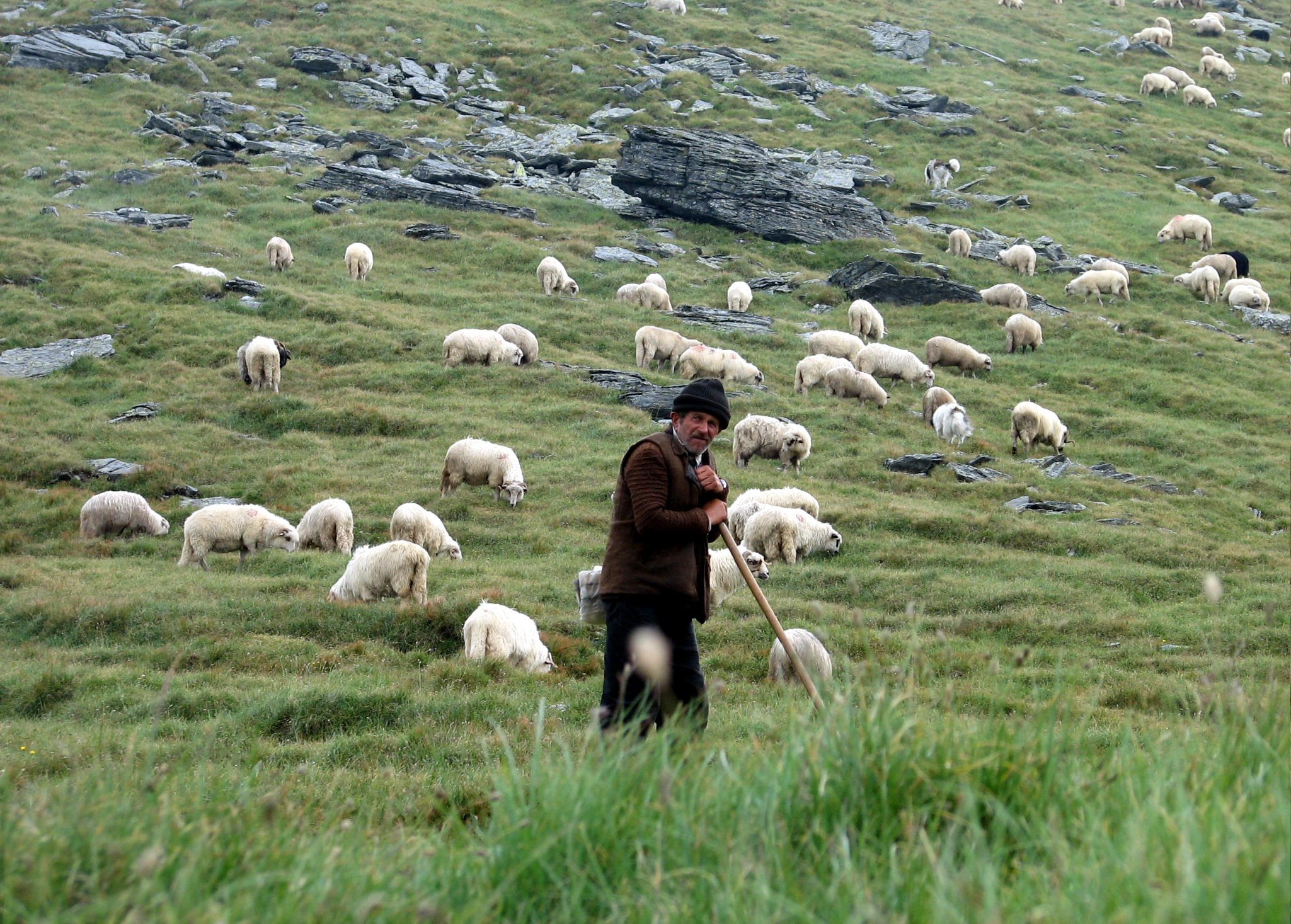
Rumunský pastýř ovcí

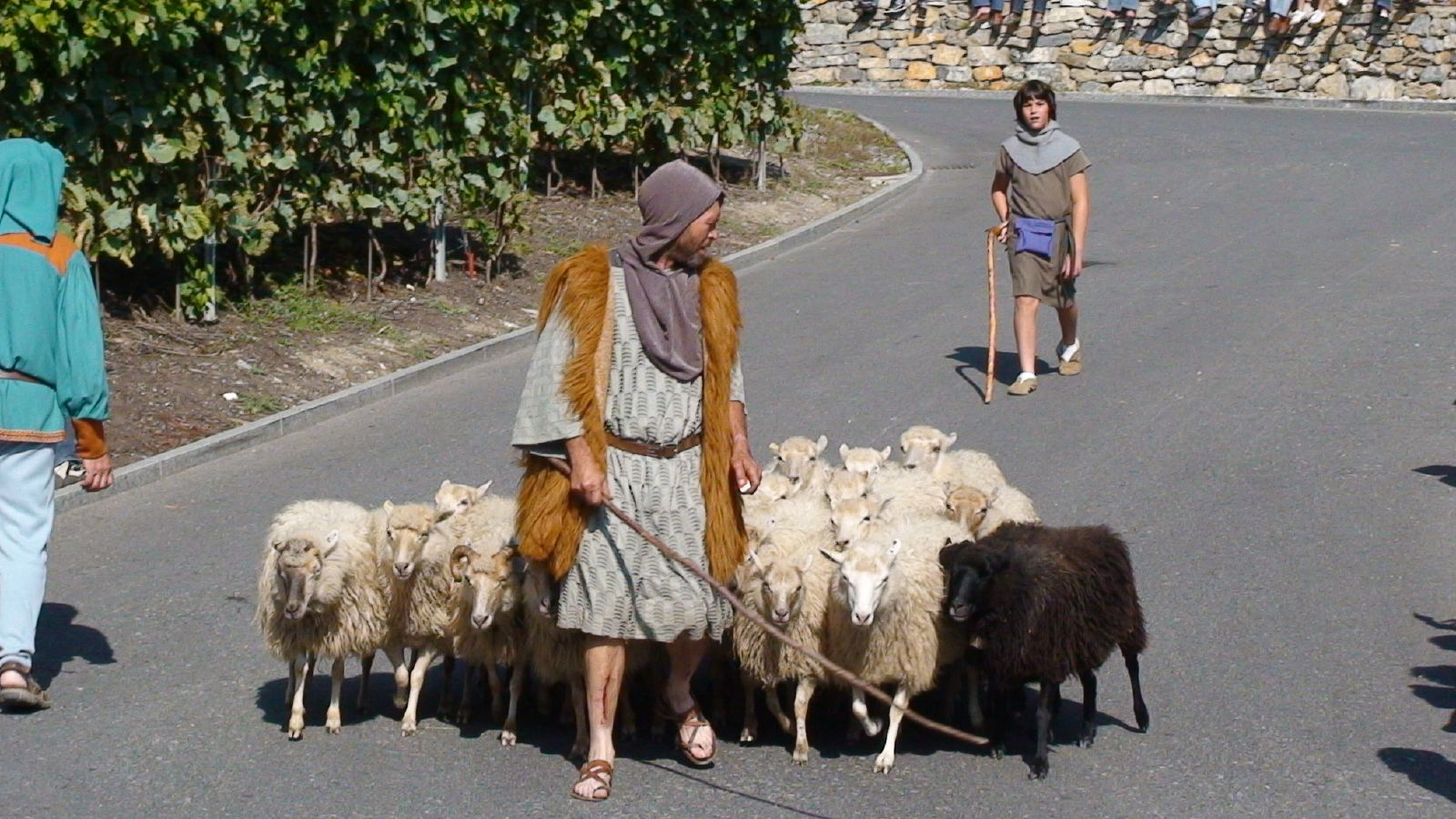
Pastýř ve Švýcarsku

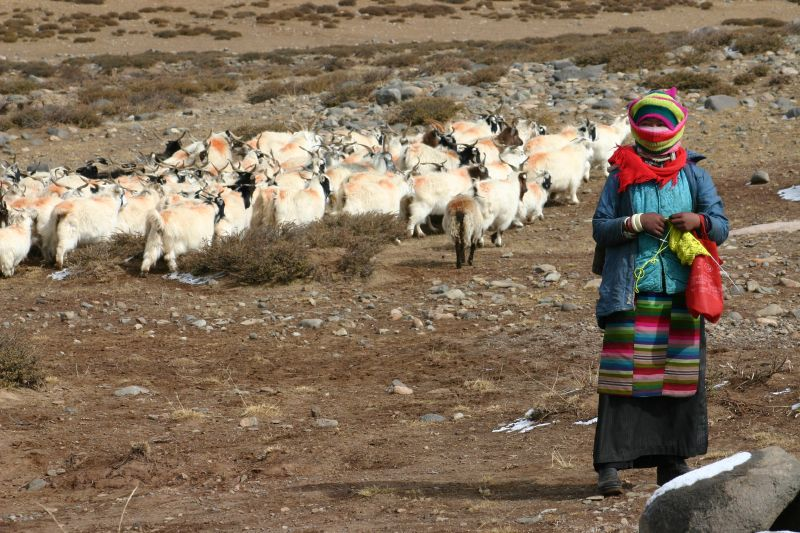
Pastýřka v Tibetu

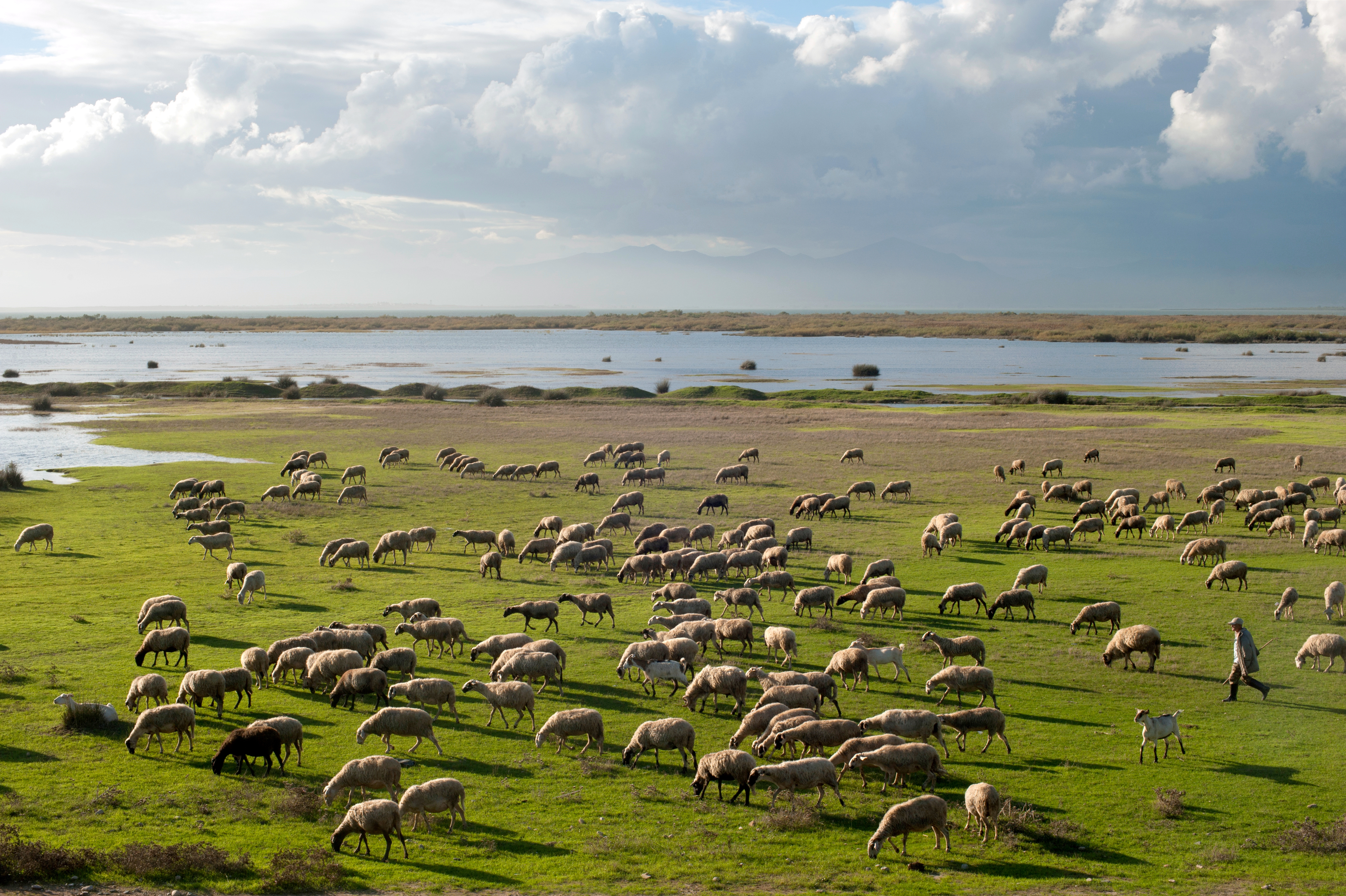
Pastýř se stádem v Řecku

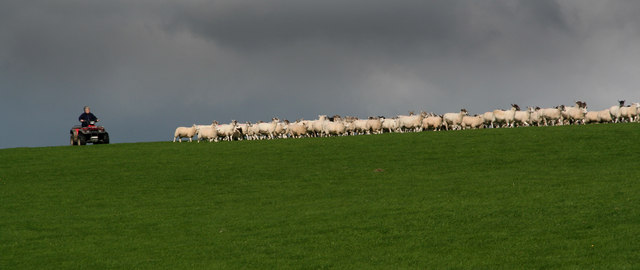
Pastýř na moderním dopravním prostředku

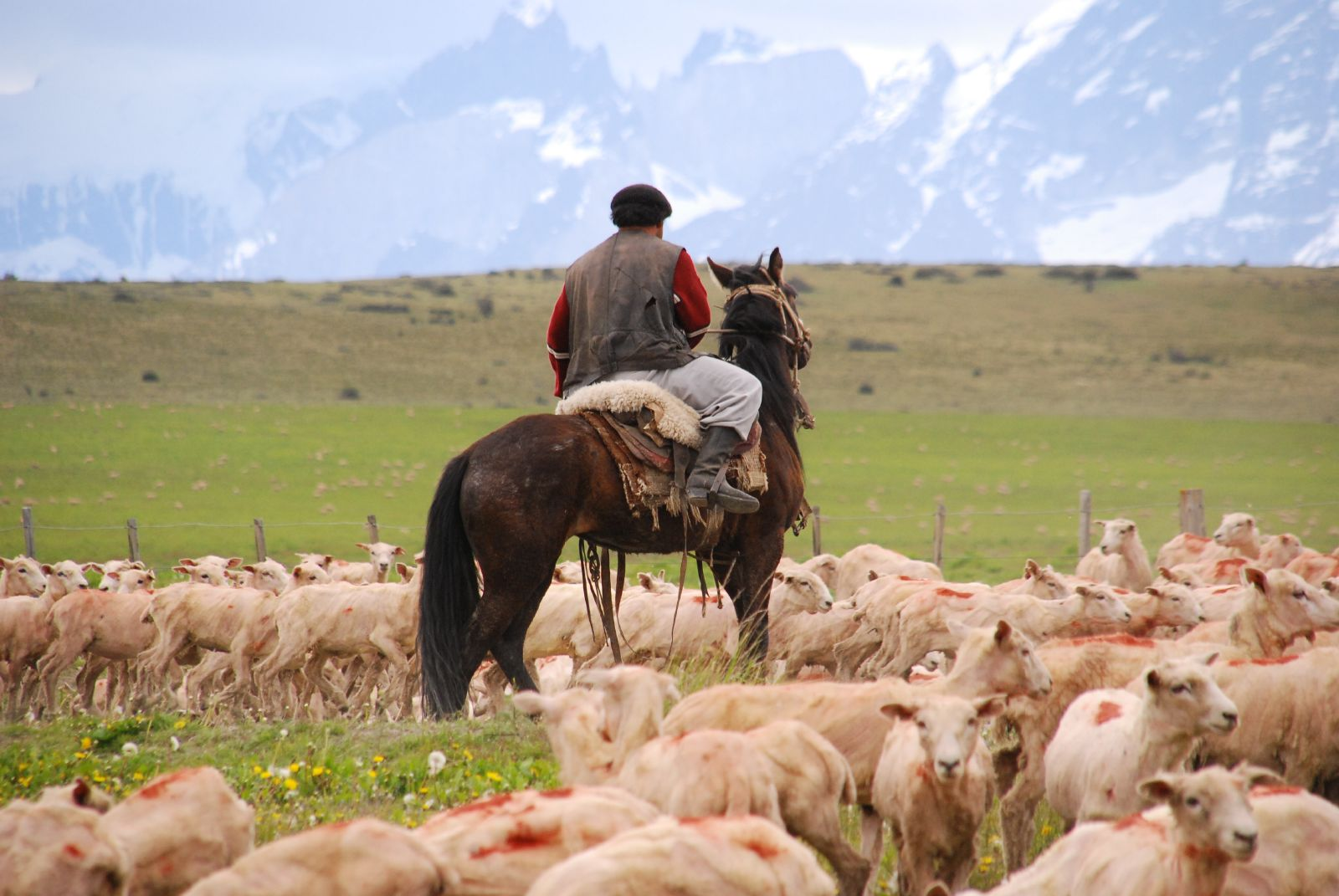
Gaučo v Patagonii v Argentině

Pastevec, někdy nazývaný též pastýř, má na starosti pastvu užitkových zvířat, především skotu, ovcí a koz, popř. další práce s tím související. Pastva je příjem potravy býložravců přímou konzumací rostlin na pastvinách, což jsou v našich podmínkách převážně louky. Období pastvy je určeno vegetačním obdobím zelených rostlin.

## Historie
Pastevci existují od doby, kdy lidé poznali, že je možné zvířata ochočit a chovat, než je pouze lovit. Existují dvě teorie vzniku pastevectví. Buď vzniklo v rámci a oddělením smíšeného farmaření (zemědělství a chov), protože nomadické pastevectví a zemědělství vázané na konkrétní půdu jsou neslučitelné. Nebo vzniklo tak, jak lovci a sběrači postupně domestikovali zvířata. Období zhruba od 5. tisíciletí př. n. l. až do středověku bývá označováno jako období zemědělství a pastevectví.[zdroj?] Chov ovcí a jejich pastva měla velký význam např. u starých Sumerů. Chov krav zase v Africe. O pastýřích a jejich práci se zmiňuje Bible. Podle ní měl pastýř hůl, plášť na ochranu proti chladu, mošnu na jídlo a jako zbraň prak. Vyhledával vhodná místa na pastvu, chránil ovce proti zlodějům a dravé zvěři, hledal ztracené ovce, léčil je a přepočítával. Pastýři při práci pomáhal pes.

## Obecní pastýř
Ve starých obecních kronikách se často píše o pastýřích. Pastýř neboli slouha dříve býval téměř v každé obci. Měl řadu povinností, ale také svá práva. Často býval nemajetný a bydlel v obecním domku (pastoušce), kde měl i chlév pro zvířata, která choval. Za službu dostával peníze, popř. obilí a chleba. Brzy ráno pastýř prošel obcí a přitom troubil na pastýřskou troubu nebo práskal bičem. Od vrat statků se k němu sbíhaly skupinky zvířat, většinou ovcí. V letním období, kvůli polednímu horku, vodil pastýř zvířata do stínu stromů. Krávy se pásly dvakrát denně, protože se musely okolo poledne zahnat domů na dojení. Navečer lidé na zvířata už čekali. Návrat zvířat poznali podle cinkání zvonků. Po návratu do obce se zvířata často sama rozeběhla do svých dvorů. Povinnosti obecního pastýře bývaly různé. Kromě základních činností musel např. léčit nemocná zvířata, klestit prasata, býčky, beránky a kozlíky, odvádět každý rok určitý počet košťat, která upletl v zimě, nadhánět zajíce při honu, popř. držet noční hlídky  Paměti obce Nová Ves (okres Louny) uvádějí o práci obecního pastýře mj. toto:

Ku pomoci měl ovčáckého psa a většinou mu pomáhaly jeho děti. Vyháněl na obecní i selské pastviny, lada a úhory, po žních na strniska a po otavách a na louky. Dbal, aby dobytek nezaběhl do škody a nepřišel k úrazu. K večeru přiháněl své stádo zpět na náves a dobytek se většinou sám odděloval a směřoval do vrat svého hospodáře. Někdy musel vytřiďovati některá jehňata neb ovce, ale i vepřový a hovězí dobytek. Když počalo se více dbáti o stájová hnojiva a pomíjelo úhoření zaváděním střídavého hospodářství, zůstaly pro pastvu jen ovce. Pastýř míval byt v obecním domku řečeném pastouška, kde měl chlév pro vlastní dobytek, neboť někde choval obecního býka a míval vlastního kozla a kance. Za své služby dostával nevelký plat na penězích a pro obživu od jednotlivých hospodářů tak zvanou "sýpku", tj. od kusu dobytka smluvené množství obilí, ponejvíce žita, někde při pečení chleba bochník a nějaké to přilepšení na svátky, posvícení a podobně.

Pastva zvířat od časného jara do zimy se ve větší míře udržovala až do první světové války a určitou dobu pokračovala i po založení zemědělských družstev. Někde mají obecního pastýře i dnes.
Pastýř měl zvláštní postavení na okraji vesnické komunity. Na jedné straně by vážený, pro náboženské kontexty pastýřství (betlémští pastýři, Ježíš Kristus jako Dobrý pastýř), býval však také vysmíván a obviňován ze sodomie, jíž se měl dopouštět na pastvě s ovcemi a kozami.
O tom svědčí např. lidová říkanka, zaznamenaná Janem Jeníkem z Bratřic:
"Slouhův Michal kozu píchal, ona mečela až do večera"
Pastýři také ovládali různé magické prostředky, jimiž chránili ovce a jiná zvířata před vlky, chorobami či před uřknutím. Např. ve východních Čechách se věřilo, že pastýř má o vlku hovořit výhradně jako o "kmotru Štěpánovi" a v den sv. Jiří mu „obětovat“ nejslabší jehně ze stáda. Jinde se zvířatům přivazovaly na krk či ocas červené stužky nebo malá zrcátka, zvířata se o Filipojakubské noci nechávala probíhat ohněm, přecházet přes koště aj. Právě proto se v raném novověku mnozí pastýři stali oběťmi čarodějnických procesů.

## Současnost
S příchodem průmyslového zemědělství došlo k výraznému omezení pastvy chovaných zvířat. Většina zvířat v Evropě je dnes krmena usušenými rostlinami a průmyslově vyráběnými krmivy. Dnes se v Evropě pasou převážně už jen ovce. I samotný chov ovcí měl v minulosti větší význam než dnes. Dříve člověk choval ovce kvůli vlně a na maso. Ovčí vlna dnes nejde tak na odbyt jako dřív. Stáda ovcí, popř. kozy, se v Česku dnes využívají pro spásání trávy v chráněných oblastech, aby byla krajina udržována tradičním způsobem.
Chovu ovcí se stále dobře daří na Slovensku. Je tam registrováno přes 200 salaší a jejich počet zůstává už několik let zhruba stejný. Ovce pase bača, popř. jeho pomocník valach. Bača musí umět dojit ovce, musí zahánět šelmy, vyrábět sýr při dodržování hygienických předpisů a zvládnout administrativu. Pastva zvířat, zejména ovcí, je stále rozšířena v Austrálii a na Novém Zélandu. Do těchto zemí byly ovce přivezeny z Evropy. Na jihu a jihovýchodě Jižní Ameriky (Argentina, Uruguay, Brazílie), převažuje chov skotu a koní, v horských oblastech And chov ovcí a lam. Ve státech Jižní Ameriky se pasák dobytka nazývá gaučo. Na severoamerickém venkově je pasák dobytka označován jako kovboj.

## Pastýři apastýřky vumění
Někteří malíři ve svých dílech zachytili pastvu, pastýřky, resp. pastýře: Nicolas Poussin – The Shepherds of Arcadia (Arkádští pastýři), Vincent van Gogh – The Shepherdess (Pastýřka), Julius Mařák – Návrat z pastvy, Pieter Brueghel – Autumn (Podzim), William-Adolphe Bouguereau – The Shepherdess (Pastýřka), William Holman Hunt – The Hireling Shepherd (Špatný pastýř), Claude Joseph Vernet – Shepherd in the Alps (Pastýř v Alpách). Díla opírající se o pastýřskou tematiku bývají nazývaná jako idyla.

## Galerie

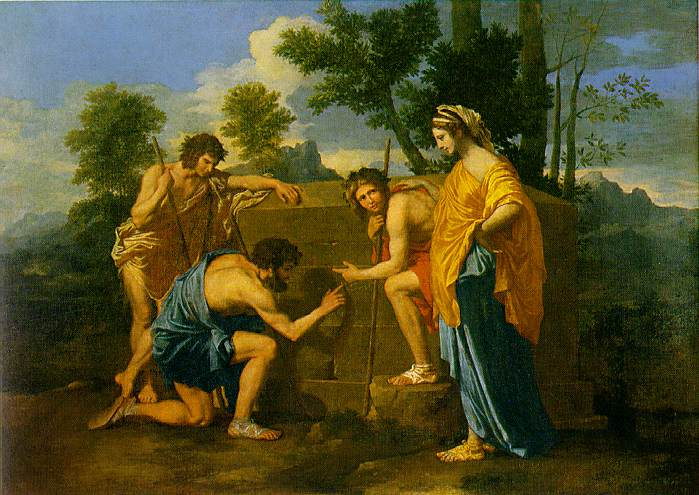
Nicolas Poussin: Arkádští pastýři
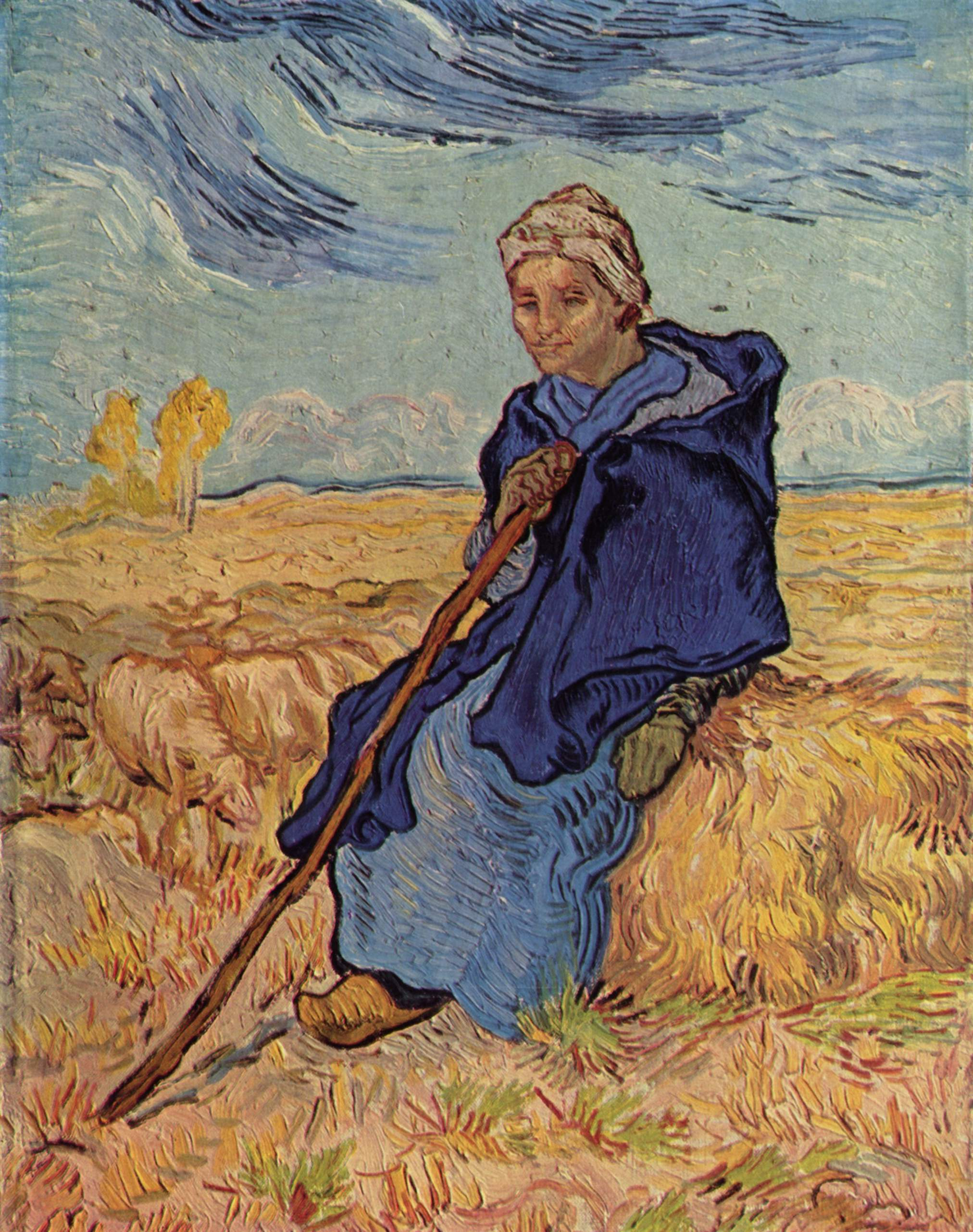
Vincent van Gogh: Pastýřka
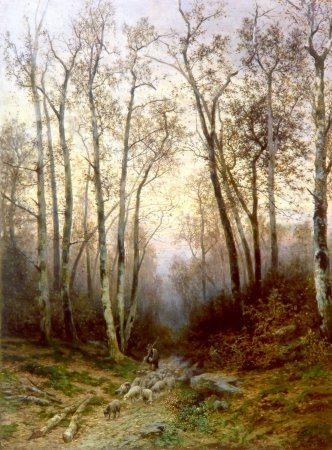
Julius Mařák: Návrat z pastvy
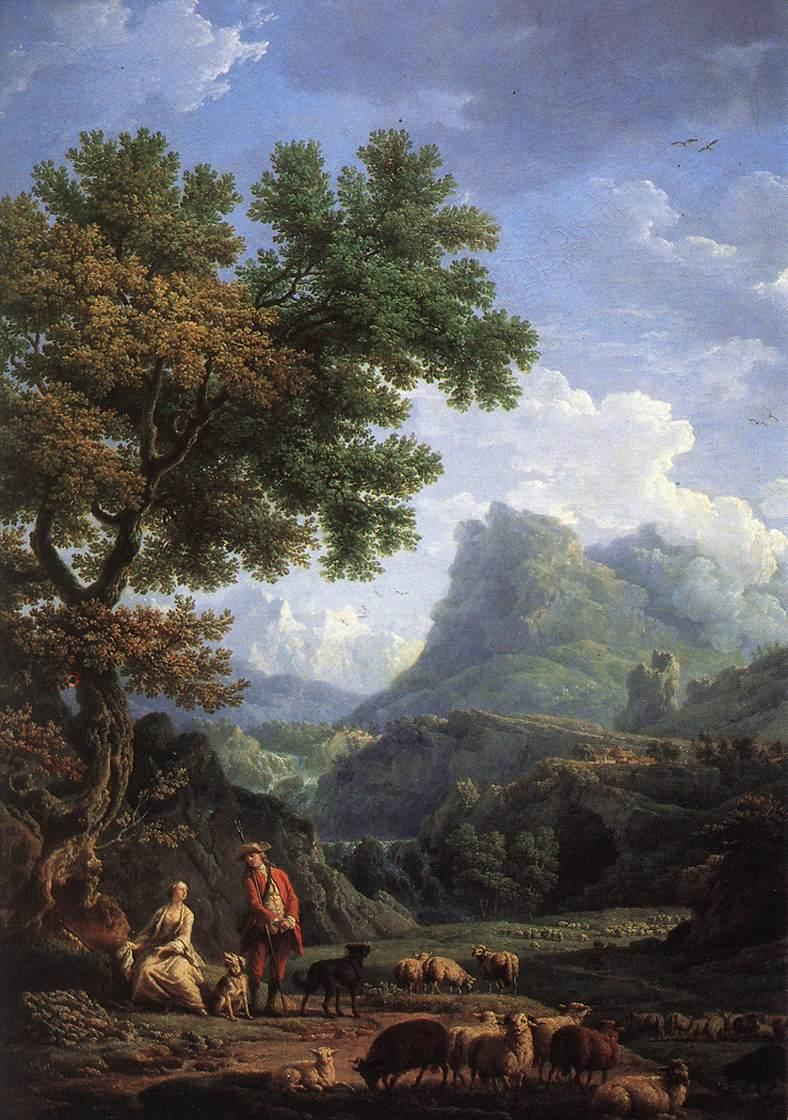
Claude Joseph Vernet: Pastýř v Alpách
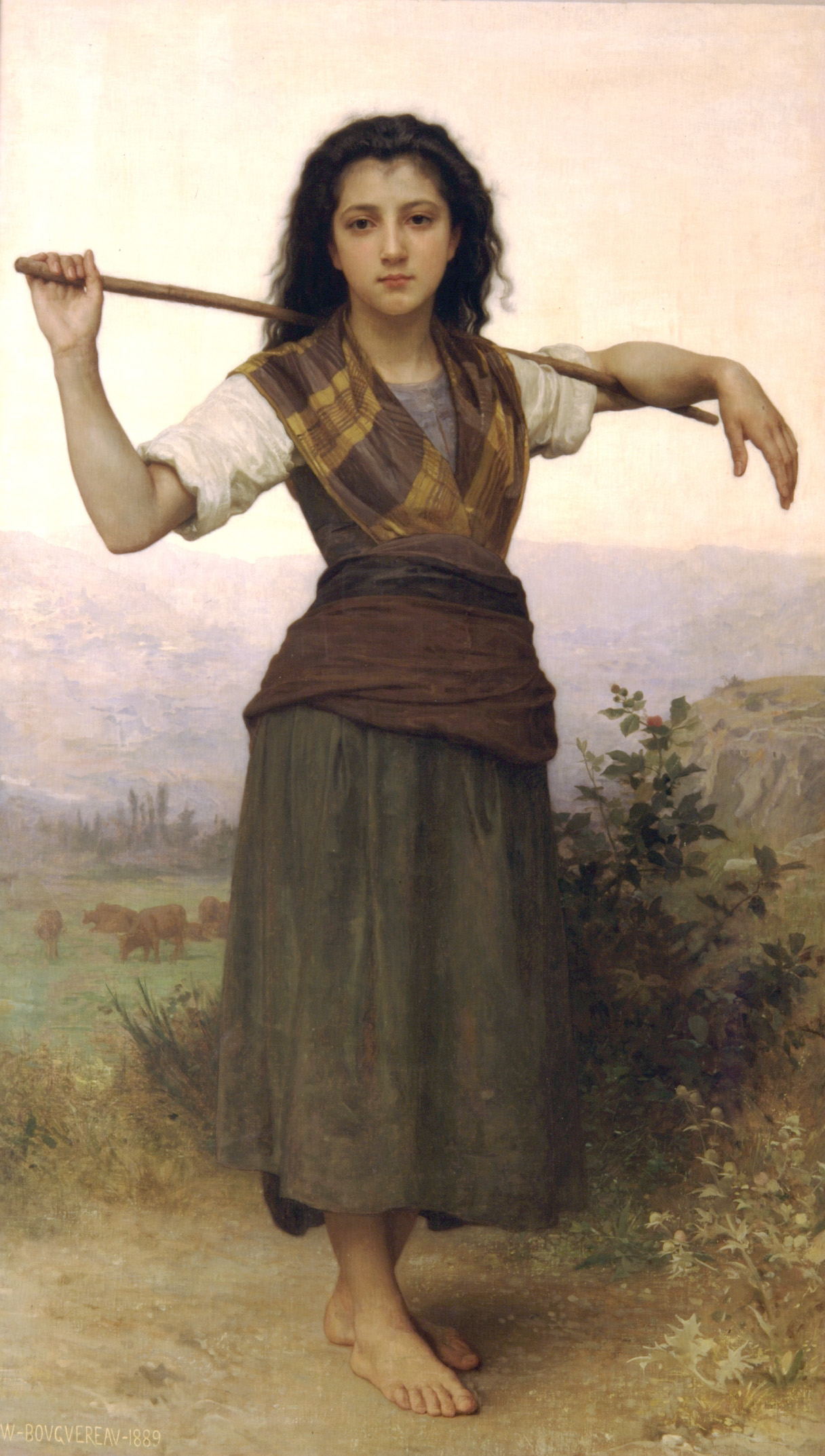
William-Adolphe Bouguereau: Pastýřka
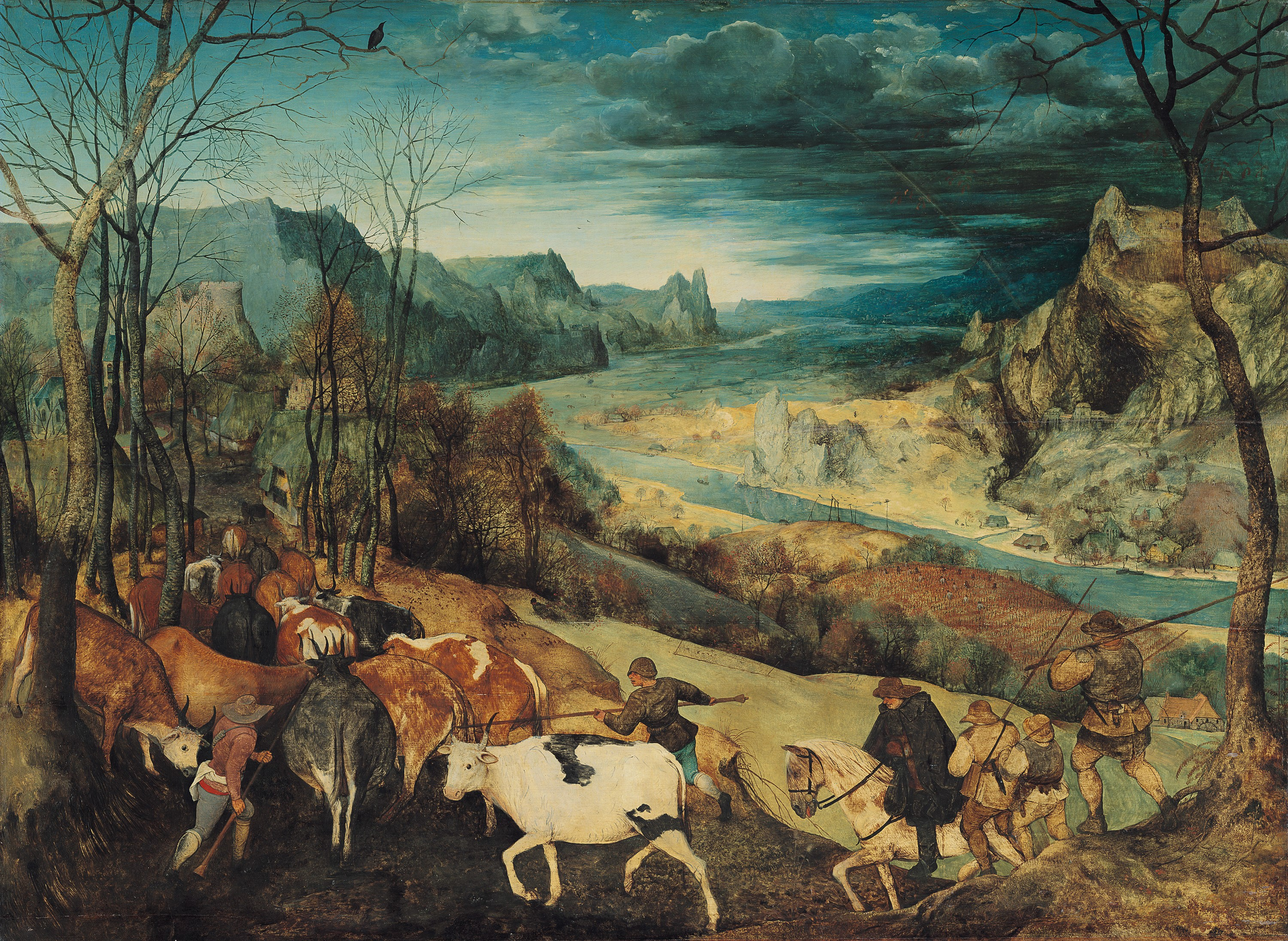
Pieter Brueghel: Podzim
William Holman Hunt: Špatný pastýř